# Храм Алексия Митрополита, что на Глинищах
Храм Алекси́я Митрополи́та на Глини́щах — утраченный православный храм в Москве, находившийся в Белом городе. Построен в 1685—1690 годах. Разрушен коммунистами в 1934 году.

## История
Каменный храм в честь Алексия Митрополита Всея Руси на этом месте впервые упоминается в 1657 году. Деревянный храм здесь был основан не позже 1-й четверти XVII века. В 1685—1690 годах построена новая церковь. Левый придел Николая Чудотворца одного времени постройки с главным храмом.
Придел Всех Скорбящих Радости устроен в 1756, а колокольня возведена в конце XVIII века. Несмотря на переделки, к началу XX века храм сохранил первоначальный вид.
В XVIII веке Глинищевский переулок некоторое время назывался Алексеевским — в честь этого храма.
Закрыт советскими властями в 1929 года и в 1934 году разрушен. На месте храма построен жилой дом, на нём в 1997 году повешена мемориальная доска.
Священники:
- Иоанн Васильев Тропаревский (ок. 1808) - в 1850
- Михаил Иоаннов Тропаревский (ок. 1831-до 1890), сын предыдущего - до 1865